# Simón Pešutić
Simón Pešutić Neumann (Santiago, 17 de julio de 1993) es un actor chileno de cine y televisión. Inició su carrera televisiva en 2011 con la telenovela El laberinto de Alicia en 2011, aunque alcanzó reconocimiento nacional al año siguiente con su primer rol protagónico en Pobre rico. 
A lo largo de más de una década de trayectoria en la televisión abierta chilena, ha protagonizado diversas producciones para canales como TVN, Mega y Canal 13. Entre sus trabajos más destacados se encuentra su participación en en La ley de Baltazar, papel que consolidó su posición como uno de los actores más importantes de su generación en Chile.
En 2024, fue parte del elenco de los remakes dede El señor de La Querencia (telenovela de 2024) y Nuevo amores de mercado. Además, ha incursionado en plataformas de streaming internacionales: en 2022 interpretó a Blas en La jauría (serie de televisión) de Amazon Prime, e interpretará a Axel en la segunda temporada de Baby Bandito (Netflix).
Fuera del ámbito actoral, ha trabajado como conductor radial en Radio CocaColaFM y en televisión en el canal 13C, donde condujo el programa cultural Sesiones ChACO. En 2023, publicó su primer libro de poesía titulado Palabras marchitas.

## Biografía
Nació el 17 de junio de 1993 en Santiago. Hijo mayor del actor y director de teatro, Mauricio Pešutić, y de la periodista, Verónica Neumann.
Cursó sus estudios en el Lycée Jean D'Alembert (Alianza Francesa), donde estuvo hasta séptimo básico, y luego pasó al Colegio de los Sagrados Corazones, en Viña del Mar.
En 2011 se inscribió a la carrera de teatro en la Universidad de Chile, pero desertó por no asistir a clases. En 2023 Pešutić declaró: “Yo resiento no haber estudiado por una cosa generacional, ser un poco huérfano de generación, y haberme perdido herramientas académicas”.

## Carrera actoral
Debutó en la telenovela El laberinto de Alicia en 2011, pero se hizo conocido mayormente por su primer papel protagónico al año siguiente en Pobre rico. Desde entonces, con 10 años de trayectoria en televisión abierta, ha protagonizado distintas teleseries en TVN, Mega y Canal 13.
Fue también conductor radial en Radio CocaColaForMe y de televisión en canal 13C en el programa “Sesiones ChACO”. Asimismo, ha publicado un libro de poesía titulado “Palabras Marchitas” en 2023.

## Filmografía
| Año  | Título               | Papel | Director            |
| ---- | -------------------- | ----- | ------------------- |
| 2015 | Toro Loco Sangriento | Jano  | Patricio Valladares |

## Series y televisión
| Año       | Título                   | Papel               | Ref.                        |
| --------- | ------------------------ | ------------------- | --------------------------- |
| 2011      | El laberinto de Alicia   | Santiago San Martín | Elenco principal            |
| 2012–2013 | Pobre rico               | Freddy Pérez        | Protagonista; 227 episodios |
| 2014      | Mamá mechona             | Benjamín Keller     | Elenco principal            |
| 2015      | Papá a la deriva         | Cristóbal Montt     | Elenco principal            |
| 2016–2017 | Señores papis            | Julián Álvarez      | Protagonista; 145 episodios |
| 2018      | Si yo fuera rico         | Dante Galaz         | Protagonista; 172 episodios |
| 2019      | Juegos de poder          | Camilo Beltrán      | Elenco principal            |
| 2022–2023 | La ley de Baltazar       | Gabriel Rodríguez   | Elenco principal            |
| 2023–2024 | Generación 98            | Vicente Reyes       | Elenco principal            |
| 2024      | Secretos de familia      | Alfonso Cruchaga    | Antagonista; 143 episodios  |
| 2024      | El señor de La Querencia | Juan Cristóbal León | Elenco principal            |
| 2024–2025 | Nuevo amores de mercado  | Ignacio Valdés      | Antagonista                 |

| Año  | Título         | Papel      | Ref.             |
| ---- | -------------- | ---------- | ---------------- |
| 2022 | La jauría 2    | Blas Duval | Elenco principal |
| 2025 | Baby Bandito 2 | Axel       | Antagonista      |

## Premios y nominaciones
| Año  | Premio           | Categoría           | Producción | Resultado |
| ---- | ---------------- | ------------------- | ---------- | --------- |
| 2013 | Premios TV Grama | Mejor actor juvenil | Pobre rico | Ganador   |